# Esen, Ujhorod
Esen (în ucraineană Есень) este o comună în raionul Ujhorod, regiunea Transcarpatia, Ucraina, formată numai din satul de reședință.

## Demografie
Componența lingvistică a comunei Esen
     Maghiară (97,56%)
     Ucraineană (2,03%)
     Alte limbi (0,42%)
Conform recensământului din 2001, majoritatea populației comunei Esen era vorbitoare de maghiară (97,56%), existând în minoritate și vorbitori de ucraineană (2,03%).